# 旧贝舍韦市镇
旧贝舍韦镇级市镇（烏克蘭語：Старобешівська селищна громада）是乌克兰顿涅茨克州卡利米烏斯凱區的市镇，行政中心为旧贝舍韦。

## 居民点
该市镇包括5个镇（旧贝舍韦、新斯维特）和17个村庄。